# Commelina arenicola
Commelina arenicola är en himmelsblomsväxtart som beskrevs av Robert Bruce Faden. Commelina arenicola ingår i släktet himmelsblommor, och familjen himmelsblomsväxter. Inga underarter finns listade.